# 마리야 부티르스카야
마리야 빅토로브나 부티르스카야(러시아어: Мария Викторовна Бутырская, 1972년 6월 28일 ~ )는 러시아의 피겨 스케이팅 선수이다. 그녀는 1999년 세계 선수권 대회에서 우승했고 유럽 선수권 대회에서 3번 우승했다. 부티르스카야는 1998년 동계 올림픽에서 4위를 했고 2002년 동계 올림픽에서 6위를 했다. 그녀는 러시아 선수권 대회에서 6번 우승했다.

## 개인 생활
마리야 부티르스카야는 1972년 6월 28일에 모스크바에서 태어났다. 그녀의 부모는 그녀의 남동생이 태어난 후에 이혼했다.
2006년 여름에, 부티르스카야는 하키 선수 바딤 호미츠키와 결혼했다. 그들의 첫째 아들 블라디슬라프는 2007년 4월 16일에 태어났다.